# Mariana Fernández z Córdoby
Mariana Fernández z Córdoby (1394 – 1431), také známá jako Mariana de Ayala Córdoba y Toledo, byla čtvrtou paní z Casarrubios del Monte v provincii Toledo. Narodila se jako dcera Diega Fernándeze de Córdoba y Carrillo, prvního pána z Baeny, a Inés Ayala y Toledo, třetí paní z Casarrubios del Monte.

## Život
Mariana se kolem července 1425 provdala za Fadriquea Enríqueze de Mendoza, admirála Kastilie a pána z Medina de Rioseco. Měli spolu jednu dceru, Janu Enríquezovou, která se provdala za Jana II. Aragonského.